# Port lotniczy Halmstad
Port lotniczy Halmstad (IATA: HAD, ICAO: ESMT) – port lotniczy położony w Halmstad, w regionie Halland, w Szwecji.

## Linie lotnicze i połączenia
| Linia Lotnicza              | Kierunek            |
| --------------------------- | ------------------- |
| Braathens Regional Airlines | 1. Sztokholm-Bromma |
| Lumiwings                   | 1. Tuzla            |